# Rocks (Magazin)
ROCKS – Das Magazin für Classic Rock ist eine achtwöchentlich erscheinende Musikzeitschrift des Rocks Media Verlags mit Sitz in Köln. Die Erstausgabe erschien im Juni 2007 in einer Auflage von 20.000 Exemplaren, seitdem hat die Zeitschrift mit den Schwerpunkten traditionelle Rockmusik und Classic Rock die Auflagenstärke mehr als verdoppelt. Aktuell liegt die Auflage bei ca. 50.000 Exemplaren, die in Deutschland, Österreich, Luxemburg, der Schweiz, Spanien, Italien, Belgien, den Niederlanden, Dänemark und Schweden vertrieben werden.
Die Hefte sind im Einzelhandel und im Abonnement erhältlich. Die Informationsgemeinschaft zur Feststellung der Verbreitung von Werbeträgern (IVW) ermittelte 25.618 verkaufte Exemplare pro Ausgabe im Quartal 4/2013, knapp 8.000 Exemplare mehr als nach IVW Rock Hard. Die Reichweite wird mit 65.113 Lesern pro Ausgabe beziffert.

## Zielgruppe
Ziel der Gründer war „der Aufbau eines qualitativ hochwertigen Print-Magazins für Rock-Musik, das als echte Alternative zu bestehenden Titeln mit starkem Jugend- und Trendfokus wahrgenommen wird.“ Die Zeitschrift zielt dabei auf eine Leserschaft ab einem Alter von dreißig Jahren.

## Heftinhalte
Rocks beschäftigt sich mit allen Genres der klassischen Rockmusik: Blues, Rock, Singer-Songwriter und Hardrock. Jedes Heft enthält ausführliche Lesestrecken zu den jeweiligen Themen, außerdem Interviews, Rezensionen und Konzertbesprechungen. Rubriken wie „Unerklärliche Phänomene – Rock-Klassiker, die keine wurden“, „Helden über Helden“ (Musiker schreiben über Produkte ihrer Vorbilder) oder „Perlentaucher“ (Vorstellung besonderer Alben einzelner Künstler) lockern die einzelnen Ausgaben auf.
Außerdem ist die Rubrik „Sammler-Guide“ Teil jeder Ausgabe, in der Alben bekannter Künstler danach bewertet werden, ob sie sich für die Sammlung des interessierten Lesers lohnen. Weiterhin gibt es Artikelserien zu spezifischen Themen, so wurde zum Beispiel unter dem Titel „Produzentenikonen“ über bekannte Musikproduzenten berichtet. Zu jeder Ausgabe gehört eine CD mit Titeln aktueller Veröffentlichungen aus dem Bereich Classic Rock.

## Redaktion
Herausgeber und Chefredakteur ist der Dipl.-Medienökonom Daniel Böhm, der auch für Metal Hammer und Rock Hard geschrieben hat. Die Textredaktion und das Lektorat leitete Mike Seifert, die Redaktion Kultur, DVD und Buch wird von Matthias Penzel betreut. Daneben schreibt eine Vielzahl freier Mitarbeiter für die Zeitschrift, unter anderem Mick Wall, Malcolm Dome, Amir Shaheen, Edgar Klüsener, Alexander Kolbe, Peter Engelking, Martin Römpp und Markus Baro. Die ständige Kolumne Eine wahre Geschichte der populären Musik wird von Laabs Kowalski verfasst.

## Erscheinungsformen
Rocks ist neben der Printausgabe auch als E-Paper erhältlich, das die Abbildung der Printausgabe darstellt. Derzeit sind Auszüge aus den ersten zwölf Ausgaben verfügbar und können auf der Website der Zeitschrift eingesehen werden.